# Клименко, Николай Николаевич
Никола́й Никола́евич Климе́нко (1923—1944) — старший сержант Рабоче-крестьянской Красной Армии, участник Великой Отечественной войны, Герой Советского Союза (1944).

## Биография
Николай Клименко родился 19 декабря 1923 года в селе Лушниковка (ныне — в черте города Острогожска Воронежской области). Получил неполное среднее образование. В начале 1942 года Клименко был призван на службу в Рабоче-крестьянскую Красную Армию. Участвовал в Сталинградской битве, освобождении Калининской и Псковской областей, Украинской и Белорусской ССР. К июню 1944 года старший сержант Николай Клименко был механиком-водителем самоходной артиллерийской установки 713-го самоходно-артиллерийского полка 29-го стрелкового корпуса 48-й армии 1-го Белорусского фронта. Отличился во время освобождения Белорусской ССР.
25 июня 1944 года в районе деревни Заболотье Рогачёвского района Гомельской области Клименко гусеницами своей самоходки уничтожил 6 тяжёлых пулемётов, экипаж штурмового орудия и 88-миллиметровое противотанковое орудие, после чего первым ворвался в деревню. На улицах Заболотья он уничтожил 2 автомашины с грузом, миномётную батарею, 30 солдат и офицеров противника. В том бою Клименко погиб. Похоронен в братской могиле в деревне Поболово Рогачёвского района.
Указом Президиума Верховного Совета СССР от 23 августа 1944 года за «образцовое выполнение боевых заданий командования на фронте борьбы с немецкими захватчиками и проявленные при этом мужество и героизм» старший сержант Николай Клименко посмертно был удостоен высокого звания Героя Советского Союза. Также был награждён орденами Ленина и Отечественной войны 2-й степени, двумя медалями.